# Сан Маурицио Канавезе (Алесандрија)
Сан Маурицио Канавезе је насеље у Италији у округу Алесандрија, региону Пијемонт.
Према процени из 2011. у насељу је живело 453 становника. Насеље се налази на надморској висини од 155 м.